# 社会医療法人債
社会医療法人債とは、医療法第54条の2第1項の規定に基づいて社会医療法人が発行する債券であり、金融商品取引法第2条第1項第3号に定める有価証券に該当する。平成18年医療法改正により社会医療法人制度と同時に制度化された。

## 概説
社会医療法人は、医療法人のうち救急医療、へき地医療などの救急医療等確保事業を行う公益性の高い医療を担いかつ役員などの同族性の排除などの要件を満たしたものについて都道府県知事の認定を受けたものである。その社会医療法人の資金調達方法として、医療法人の従来からの資金調達方法である銀行からの借入などの間接金融だけでなく債券の発行という直接金融による資金調達が制度化されたものである。

## 発行手続
社会医療法人債の発行については、医療法第54条の3から第54条の6および第54条の7で準用する会社法に定めるところにより行わなければならない。

## 会計
社会医療法人債を発行した社会医療法人は、医療法第51条に定めるところにより社会医療法人債を発行する社会医療法人の財務諸表の用語、様式及び作成方法に関する規則に基づき財務諸表を作成し、公認会計士・監査法人の監査を受けなければならない。

## 発行実績
社会医療法人北斗が2012年の7月3日に発行した事例が全国初である。